# Caledonia

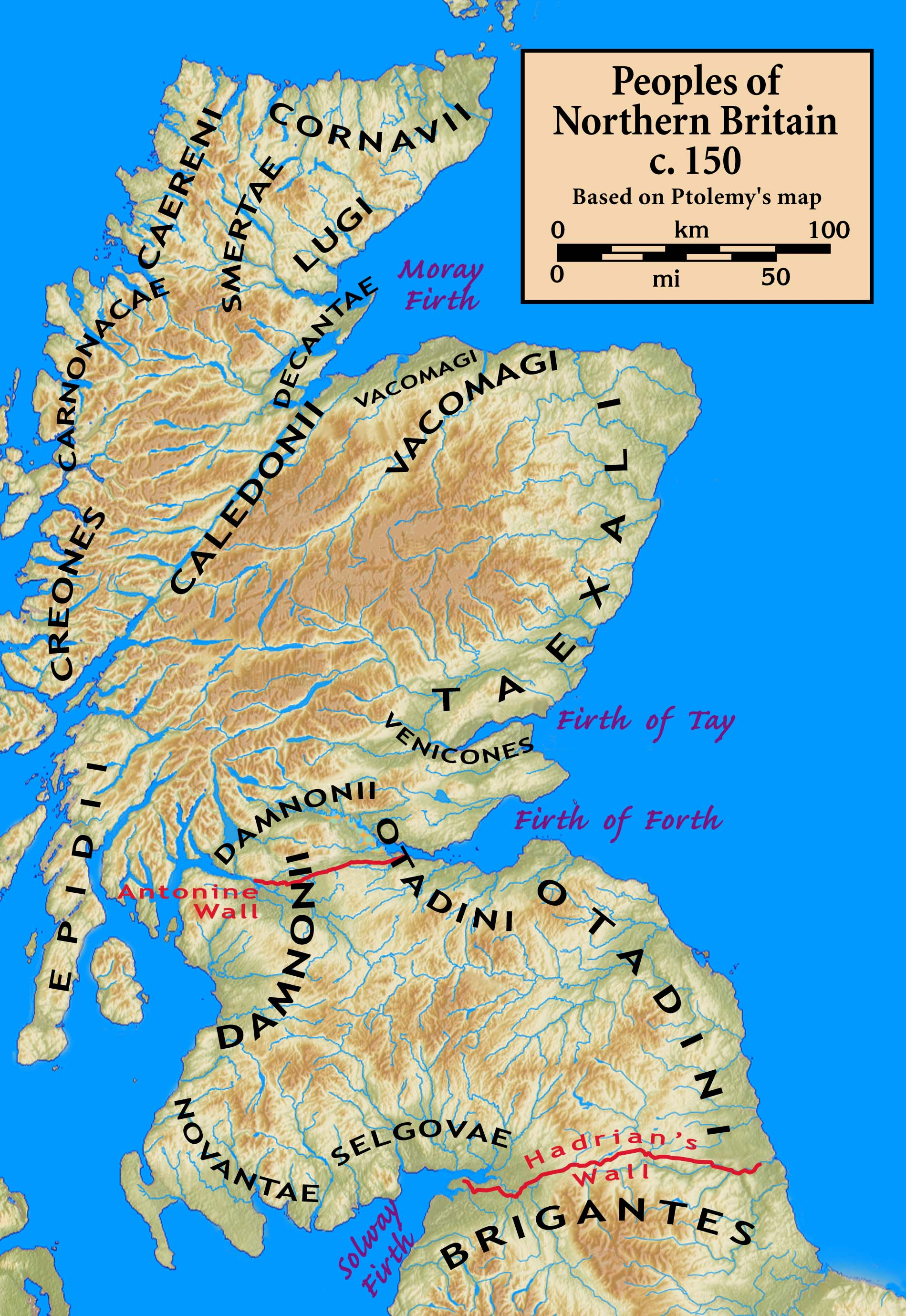
Mappa delle popolazioni stanziate nella Britannia del nord, basata sulla testimonianza di Tolomeo.

Caledonia è il nome latino dato dai Romani alla terra posta a nord della provincia romana della Britannia, tradizionalmente delimitata a sud dai fiumi Forth e Clyde e corrispondente in gran parte all'odierna Scozia.
Nella regione erano stanziati i Caledoni, un gruppo di tribù appartenente alla popolazione dei pitti, popolazione preceltica dell'Età del ferro. 
Tacito parla di loro nell'Agricola.

## Etimologia
Secondo l'Historia Brittonum la settima battaglia di re Artù si sarebbe svolta in una foresta dell'attuale Scozia, chiamata Coit Celidon nell'antico gallese. Una traccia di questa mitologia sopravvive tuttora nell'Arthur's Seat presso Edimburgo. Invece secondo Moffat (2005) il nome deriverebbe dalla parola pre-celtica caled traducibile con "duro, aspro": quindi il significato originale potrebbe essere stato quello di "terra aspra (rocciosa)".

## Storia
La presenza romana nella regione iniziò nel 77, quando Gneo Giulio Agricola fu nominato governatore della provincia romana della Britannia. Le truppe romane si insinuarono nei territori settentrionali giungendo in Scozia nel 79 e incontrando una forte opposizione da parte dei Caledoni. Tra l'82 e l'83 Agricola inviò una flotta che circumnavigò le coste settentrionali giungendo fino alle Orcadi e infine, nell'84, nella Battaglia del monte Graupio, sconfisse le tribù caledoni guidate da Calgaco.
Agricola portò i confini dell'impero fino a una linea che attraversa la Scozia dal Firth of Clyde al Firth of Forth. I Romani non penetrarono nelle Highlands, ma raggiunsero lungo la costa del mar del Nord il Moray Firth con una serie di fortificazioni.
Sotto Antonino Pio fu eretto un vallo dal Clyde al Forth (Vallo di Antonino). I Romani si ritirarono dalla Caledonia attorno al 155 e vi ritornarono per un breve periodo dal 159 al 163. Successivamente, con l'imperatore Settimio Severo nel periodo 208-211, tentarono per l'ultima volta la completa conquista della Caledonia.